# Richard Schröder (agronome)
Pour les articles homonymes, voir Richard Schröder.

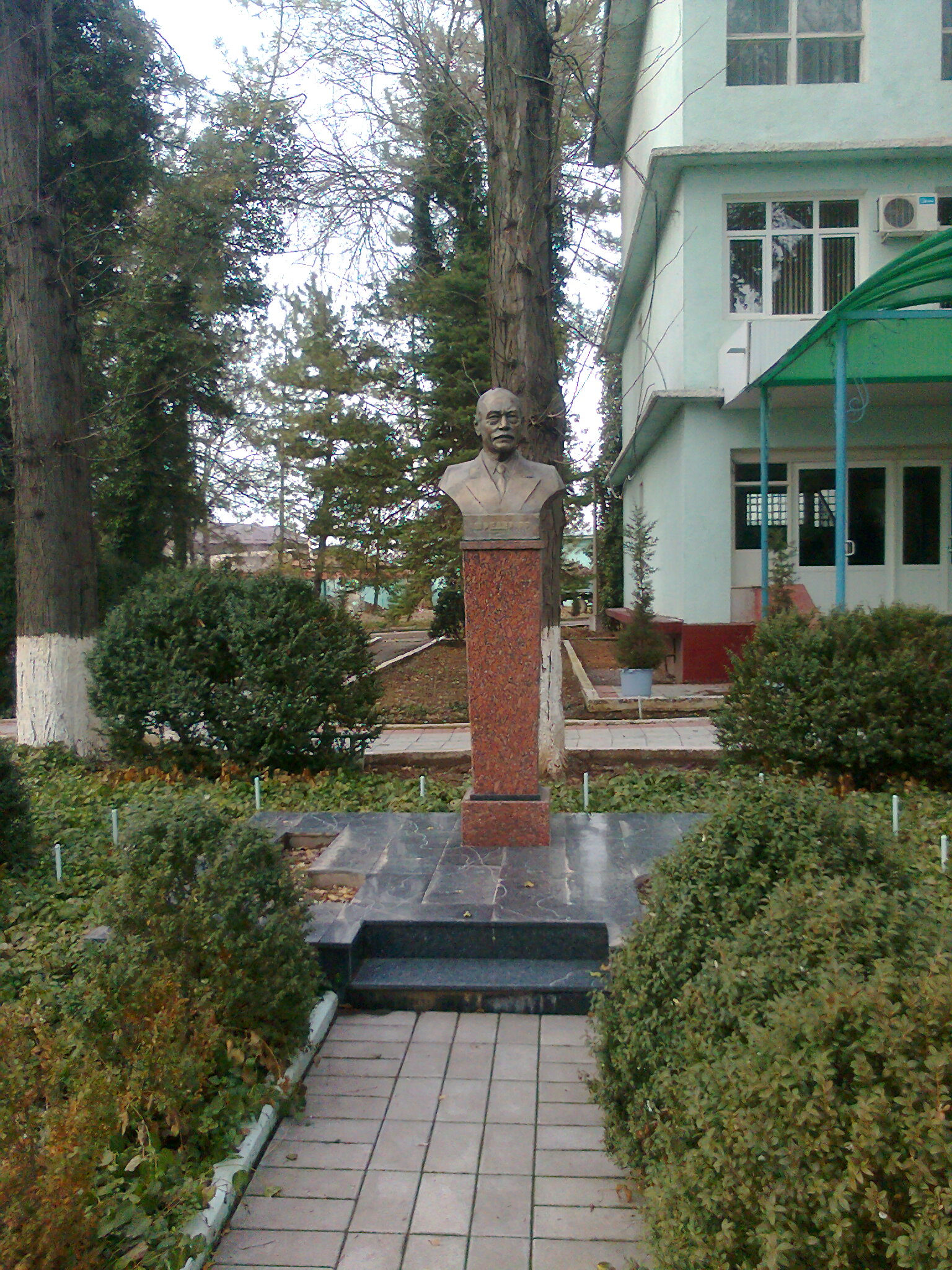
Buste de Richard Schröder.

Richard Richardovitch Schröder (en russe : Ри́хард Ри́хардович Шре́дер), né le 15 octobre 1867 à Moscou et mort le 27 avril 1944 à Tachkent, est un botaniste et agronome allemand sujet de l'Empire russe, puis citoyen soviétique. Ce fut le fondateur en Asie centrale de la viticulture. Il était membre de l'Académie des sciences d'Ouzbékistan. Son père, Richard Schröder (1822-1903), est surnommé le « patriarche du jardinage russe ».

## Biographie
Schröder naît à Moscou où son père est professeur à l'Académie agraire et forestière. Lui-même est élève au lycée N°4 de Moscou. Il entre ensuite au département de sciences naturelles de la faculté de physique et de mathématiques de l'université de Moscou qu'il termine en 1891 avec un diplôme de premier niveau. Il sort en 1894 de l'Académie agraire et entre au département d'agriculture.
De 1895 à 1900, il est assistant à la chaire d'agronomie du professeur Prianichnikov. Il entreprend divers travaux et rédige plusieurs articles pour l'Encyclopédie de l'agriculture russe et pour d'autres maisons d'édition. Il passe sa thèse de troisième cycle au printemps 1900 à l'université de Moscou, après quoi il est nommé privat-dozent en agronomie et est envoyé trois ans en Allemagne et en Suisse travailler sur la physiologie végétale avec le professeur Pfeffer à Leipzig, et sur la chimie physiologique végétale avec le professeur Schultze à Zurich.
Revenu dans l'Empire, Schröder qui est pleinement formé décide de partir pour le Turkestan où l'agronomie est à ses débuts et la botanique en pleine exploration. C'est à la fin de 1902, que le ministère de l'Agriculture envoie Schröder au Turkestan où se trouve à seize kilomètres de Tachkent une station d'études agronomiques depuis 1898 qu'il est chargé de diriger. Schröder y étudie spécialement la culture de diverses variétés (locales et étrangères) de coton nécessaires à la Russie. Schröder - qui est déjà polyglotte comme les personnes cultivées de son époque en Russie - se met à apprendre l'ouzbek afin de mieux communiquer avec les paysans. C'est le premier à expérimenter plus d'un millier de sortes de blé pour l'Asie centrale dont il sélectionne ceux au rendement le plus important, notamment le N°584.
La renommée de Schröder s'étend jusqu'aux États-Unis où il est invité à un congrès d'agronomie en 1911. Il revient avec des études concernant l'agriculture en Californie, où il témoigne des travaux d'émigrés russes spécialistes de cultures vivrières et d'agriculture, notamment de cultures d'orange, de vigne, de prune, etc. dont les conditions d'exploitation peuvent s'acclimater en Asie centrale.
De plus Schröder dirige l'hybridation et la culture de plus de deux cents sortes de pommiers, de poiriers et autres arbres fruitiers dans sa station de Tachkent, ainsi que la viticulture, ce qui donne lieu à la parution de nombreuses publications. Il étudie également la climatologie du Turkestan, notamment dans son ouvrage Le Climat des régions cotonnières d'Asie centrale. Il fait paraître en ouzbek la revue Dekhkon consacrée à l'agriculture dans laquelle il rédige nombre d'articles, ainsi que dans les revues en russe Agriculture du Turkestan et L'Agriculteur du Turkestan. Environ cinq cents articles sont rédigés par lui à propos de la culture du coton auquel il consacre un ouvrage intitulé La Culture du coton en Asie centrale, premier de la sorte à paraître en URSS, et environ soixante-dix à celle de la vigne.
Richard Schröder est enterré au cimetière Botkine de Tachkent.

## Quelques publications
- О сухом земледелии. [Agriculture en climat sec] — Tachkent; Туркестан. сел. хоз-во, 1910. — 85 pages.
- Культура хлопчатника в Средней Азии. [La Culture du coton en Asie centrale] — М.: Центр. упр. пром. пропаганды и печати, 1925. — 33 pages.
- Периодичность урожаев в семечковых садах. [Périodicité du rendement des jardins de semis] — Tachkent: Изд-во Ком. наук УзССР, 1937. — 127 pages.
- Флора Узбекистана [La Flore d'Ouzbékistan] / гл. ред. акад. Р. Р. Шредер. — Tachkent: Узб. фил. АН СССР, 1941. — 566 pages.
- Избранные произведения. [Œuvres choisies] Т. 1. — Tachkent: Изд-во АН УзССР, 1956. — 226 pages.

## Source
- (ru) Cet article est partiellement ou en totalité issu de l’article de Wikipédia en russe intitulé « Шредер, Рихард Рихардович » (voir la liste des auteurs).